# Čar (priimek)
Čar je priimek v Sloveniji, ki ga je po podatkih Statističnega urada Republike Slovenije na dan 1. januarja 2010 uporabljalo 62 oseb in je med vsemi priimki po pogostosti uporabe uvrščen na 6.443. mesto.

## Znani nosilci priimka
- Aleš Čar (*1971), pisatelj, prevajalec, urednik, publicist ...
- Janko Čar (1932—2017), slavist, literarni zgodovinar, pesnik, pisatelj in režiser
- Jože Čar (*1942), geolog, krasoslovec
- Marko Čar (1969—2000), alpinist, plezalec po slapovih, ektremni smučar